# بيدون كامن (باركشير)
بيدون كامن (بالإنجليزية: Beedon Common)‏ هي قرية تقع في المملكة المتحدة في جنوب شرق إنجلترا.